# Jean-Pierre Jacquot
Jean-Pierre Jacquot, né le 23 janvier 1953, est un biologiste français. Professeur des universités, il exerce à l'université de Lorraine.
Il a reçu, en 2009, le prix Gay-Lussac Humboldt, prix international remis par la Fondation Alexander von Humboldt et par l'Académie des sciences (la Fondation Humboldt remet le prix à des chercheurs français, alors que l'Académie des sciences le remet à des chercheurs allemands).

## Biographie
Jean-Pierre Jacquot commence sa carrière universitaire comme assistant de recherche à l'université Nancy-I en 1977, où il obtient son doctorat de 3° cycle en 1979, avant de passer, en 1983, son doctorat d'État en sciences naturelles en 1983, à l'université Paris-Sud. Il est successivement chargé de recherche, puis directeur de recherche au Centre national de la recherche scientifique, exerçant ses activités à l'université Nancy-I puis à Paris Sud, avant de devenir, en 1997, professeur des universités.
Son parcours est émaillé de séjours de recherche dans différentes universités mondiales (UC Berkeley, 1979 et 1986 ; Texas Tech, 1997 ; Bielefeld Universität, 2010 ; Freiburg Universität, 2012-2015).
De 2000 à 2008, il est le directeur adjoint du laboratoire Interactions arbres/microorganismes (IAM), unité mixte de recherche entre l'université Nancy-I et l'Institut national de la recherche agronomique, et, à partir de 2004, de l'Institut fédératif de recherche Écosystèmes forestiers, agroressources, bioprocédés et alimentation (EFABA).
De 2007 à 2012, il est membre sénior de l'Institut universitaire de France.
En 2012, à la création de l'université de Lorraine, il devient directeur du pôle scientifique "Agronomie, agroalimentaire, forêt".